# Robert Palikuća
Robert Palikuća (* 24. Mai 1978 in Bückeburg) ist ein ehemaliger kroatischer Fußballspieler und heutiger Funktionär.

## Karriere als Spieler
Seine Profikarriere begann Palikuća beim VfL Trier. Im Jahre 2000 wechselte er innerhalb der Oberliga Südwest zum FSV Salmrohr, bei dem er dreieinhalb Jahre blieb. 
In der Winterpause der Saison 2003/04 ging Palikuća zum FC St. Pauli in die Fußball-Regionalliga Nord. Im DFB-Pokal 2005/06 erreichte er mit den Hanseaten das Halbfinale gegen den FC Bayern München. Im Achtelfinalspiel gegen Hertha BSC erzielte Palikuća als Einwechselspieler das Siegtor in der Verlängerung zum 4:3. 
Ab 2006 war er für Fortuna Düsseldorf aktiv, mit der er zuerst in die 3. Liga und ein Jahr später dann auch in die 2. Bundesliga aufstieg. In der Saison 2009/10 wurde Palikuća verstärkt in der zweiten Mannschaft in der Regionalliga West eingesetzt. 
Ab Sommer 2010 kickte Palikuća mit seinem ehemaligen Mannschaftskollegen Axel Lawarée in Meerbusch für den TuS Bösinghoven. Dort zog er sich im September 2010 eine Verletzung am Knie zu, weswegen er bis Frühjahr 2011 ausfiel. In Bösinghoven wurde er nur noch selten in der Abwehr, sondern vorwiegend im Sturm eingesetzt. Mit dem Verein stieg er als Landesligameister 2011 in die Niederrheinliga auf. 
2014 wurde er neuer Trainer des TuS Bösinghoven. Im Dezember 2016 trat er zurück.

## Karriere als Funktionär
Nachdem Palikuća im Februar 2010 seine Laufbahn als Profifußballer beendet hatte, wechselte er in den Marketing-Bereich von Fortuna Düsseldorf. Zuletzt fungierte er als Manager Lizenzmannschaft in der Abteilung Scouting & Kaderplanung.
Am 15. April 2019 wurde Palikuća Sportvorstand des abstiegsbedrohten Bundesligisten 1. FC Nürnberg. Nachdem der Abstieg in die 2. Bundesliga in der Saison 2018/19 nicht verhindert werden konnte, ersetzte Palikuća zur Saison 2019/20 den Interimstrainer Boris Schommers durch Damir Canadi. Nach einem Fehlstart trennte sich der Verein nach 12 Spieltagen auf dem 11. Platz stehend wieder von Canadi. Palikuća verpflichtete anschließend Jens Keller als neuen Cheftrainer. Unter Keller schloss der FCN die Saison auf dem Abstiegsrelegationsplatz ab. Für die Relegationsspiele gegen den FC Ingolstadt 04 setzte Palikuća den NLZ-Leiter Michael Wiesinger als Cheftrainer ein. Nachdem der Verein nach einem 2:0-Sieg und einer 1:3-Niederlage erst in der Nachspielzeit aufgrund der Auswärtstorregel den Abstieg in die 3. Liga verhindert hatte, gab der Aufsichtsrat die Trennung von Palikuća zum 31. Juli 2020 bekannt. Bereits wenige Tage vor dem Monatsende wurde er von Dieter Hecking abgelöst.